# Кальдера (коммуна)
Кальдера  (исп. Caldera) — город и морской порт в Чили. Административный центр одноименной коммуны. Население города — 12 776 человек (2002). Город и коммуна входит в состав провинции Копьяпо и области Атакама .
Территория — 4666,6 км². Численность населения — 17 662 жителя (2017). Плотность населения — 3,79 чел./км².

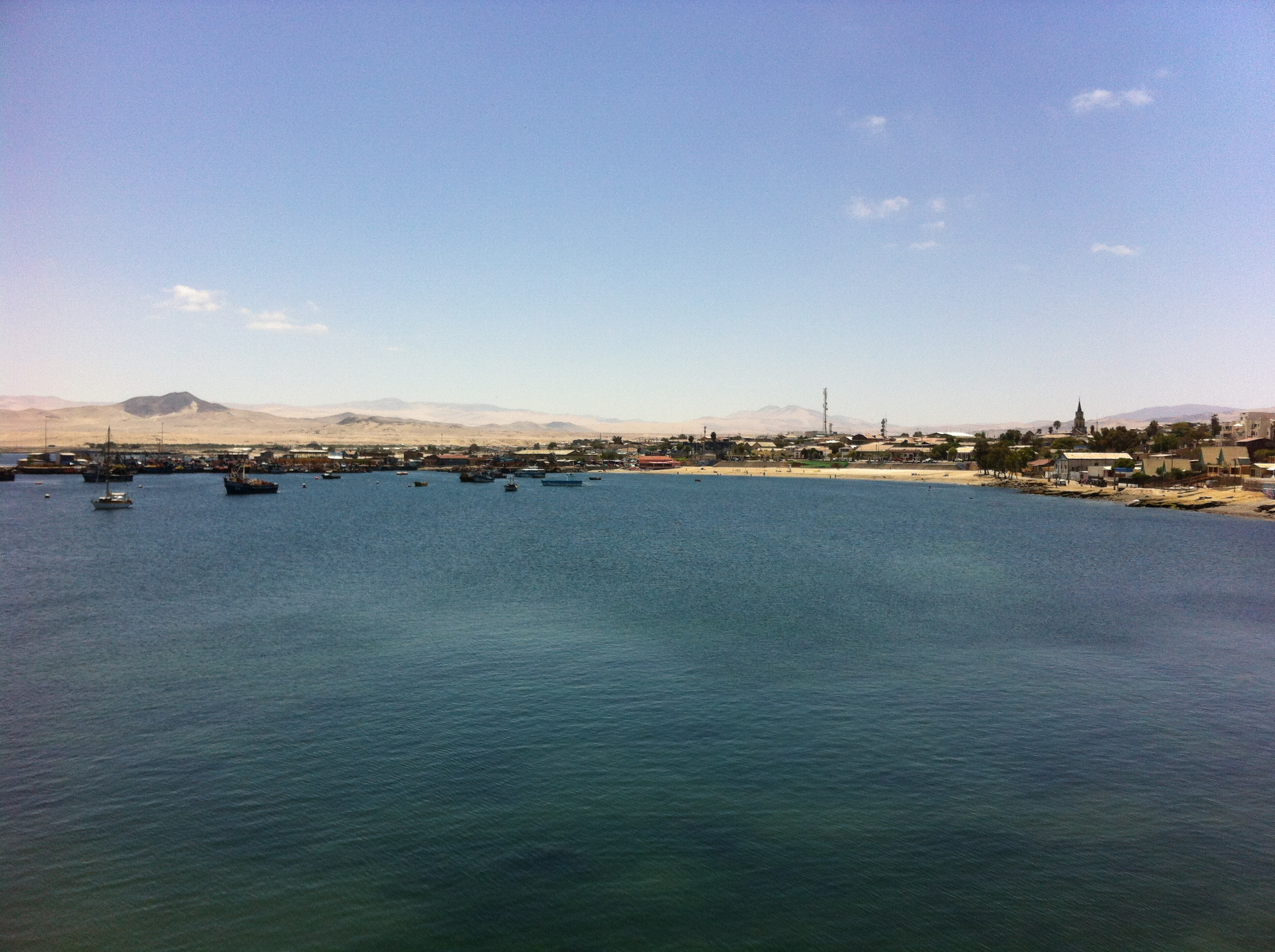
Вид городка Кальдера

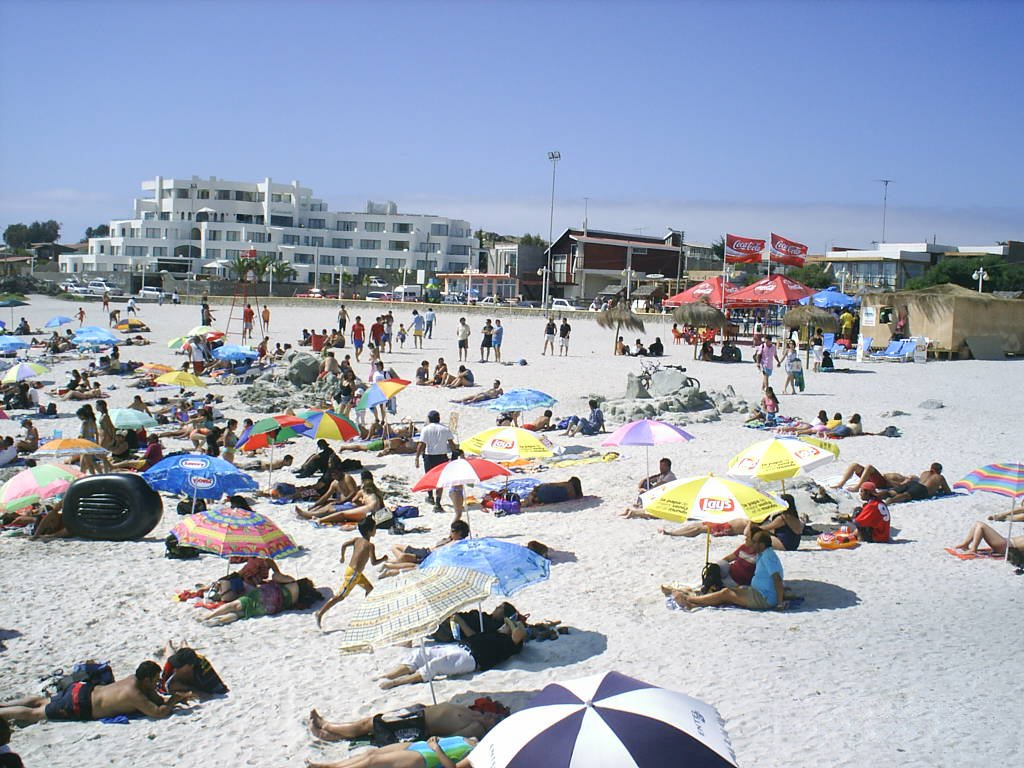
Английский залив возле Кальдера

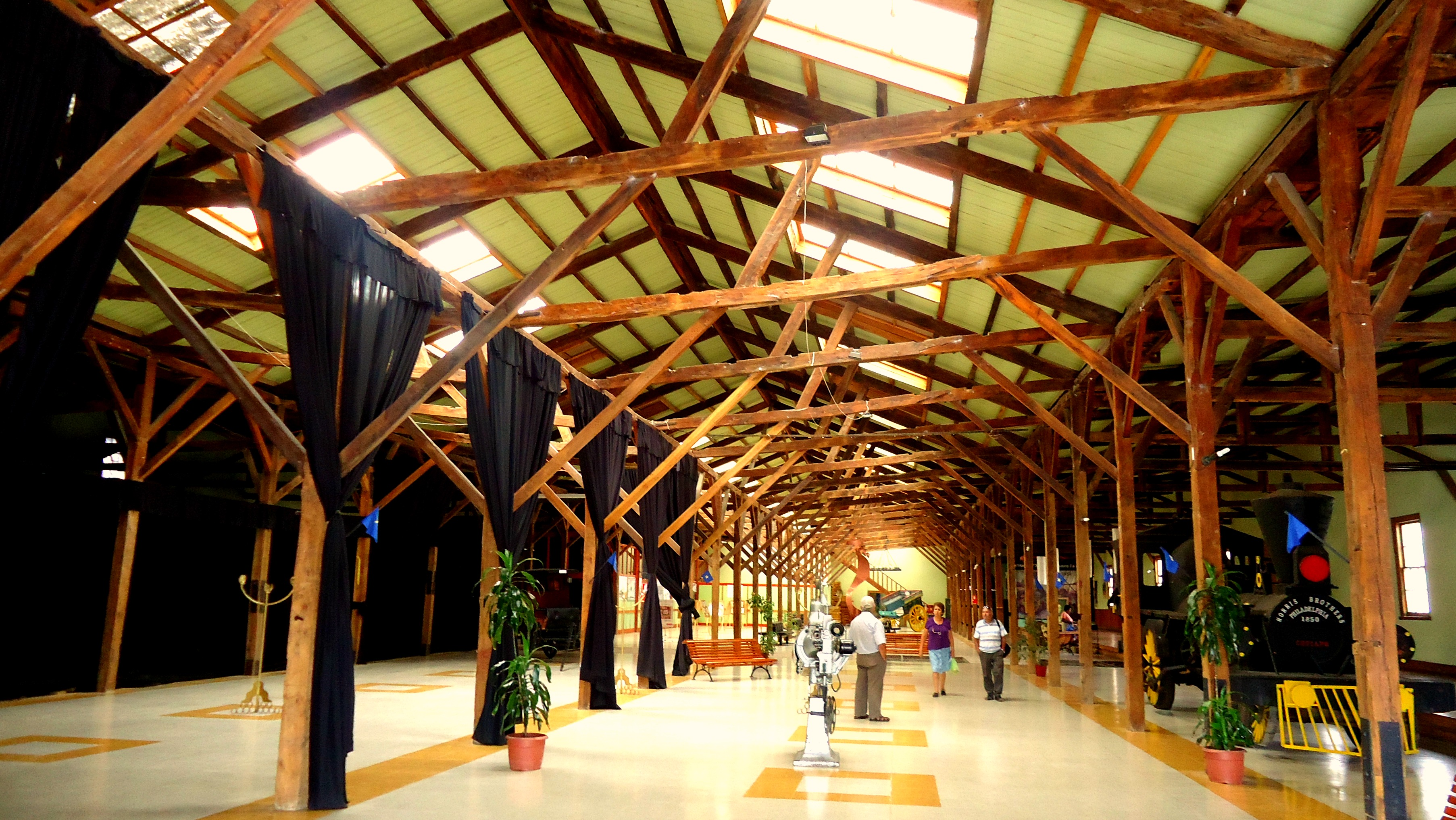
Внутри бывшего железнодорожного вокзала

## Расположение
Город расположен на побережье Тихого океана в 56 км на северо-запад от адм. центра области города Копьяпо.
Коммуна граничит:
- на севере — коммуны Чаньяраль, Диего-де-Альмагро
- на востоке — коммуна Копьяпо
- на юге — коммуны Копьяпо, Уаско

На западе коммуны расположен Тихий океан

## Транспорт
- Морской порт Кальдера
- Аэропорт Кальдера
  - Код ICAO: SCCL
- Автомобильная трасса С-5 Арика — Ла-Серена (Панамериканское шоссе)

## Демография
Согласно сведениям, собранным в ходе переписи 2017 г  Национальным институтом статистики (INE),  население коммуны составляет:
| Полное население                          | Полное население                          | Полное население                          | Полное население                          | Полное население                          | 17 662 |
| ----------------------------------------- | ----------------------------------------- | ----------------------------------------- | ----------------------------------------- | ----------------------------------------- | ------ |
| в том числе:                              | Городское население                       | 15 775                                    | Процент городского населения, %           | 89,32                                     |        |
|                                           | Сельское население                        | 1 887                                     | Процент сельского населения, %            | 10,68                                     |        |
|                                           | Мужское население                         | 9 094                                     | Процент мужского населения, %             | 51,49                                     |        |
|                                           | Женское население                         | 8 568                                     | Процент женского населения, %             | 48,51                                     |        |
| Плотность населения, чел/км²              | Плотность населения, чел/км²              | Плотность населения, чел/км²              | Плотность населения, чел/км²              | Плотность населения, чел/км²              | 3,79   |
| Население коммуны в % к населению области | Население коммуны в % к населению области | Население коммуны в % к населению области | Население коммуны в % к населению области | Население коммуны в % к населению области | 6,17   |

| Динамика изменения населения коммуны | Динамика изменения населения коммуны | Динамика изменения населения коммуны | Динамика изменения населения коммуны |
| ------------------------------------ | ------------------------------------ | ------------------------------------ | ------------------------------------ |
| 1992                                 | 2002                                 | 2012                                 | 2017                                 |
| 12061                                | 13734▲                               | 16150▲                               | 17662▲                               |

## Важнейшие населенные пункты[4]
| № | Населённый пункт | Населённый пункт (исп.) | Категория | Население чел. (2002) | На карте                        |
| - | ---------------- | ----------------------- | --------- | --------------------- | ------------------------------- |
| 1 | Кальдера         | Caldera                 | город     | 12776                 | 27°04′05″ ю. ш. 70°49′10″ з. д. |
| 2 | Лорето           | Loreto                  | город     | 522                   | 27°04′45″ ю. ш. 70°50′21″ з. д. |
| 3 | Баия-Инглеса     | Bahía Inglesa           | город     | 135                   | 27°06′05″ ю. ш. 70°51′13″ з. д. |
| 4 | Пуэрто-Вьехо     | Puerto Viejo            | поселок   | 107                   | 27°20′04″ ю. ш. 70°56′00″ з. д. |